# Катехон
Катехон ; катехонічна концепція (від грец. ὁ κατέχων — «Утримуючий») — богословське і політологічне поняття, що має коріння в християнській есхатології: історичний суб'єкт, як правило, та чи інша держава, що має місію перешкоджати остаточному торжеству зла в історії та приходу Антихриста.

## Походження терміна та поняття
Походження терміна і поняття сходить до слів апостола Павла в другому посланні до Солунян, де він говорить про неможливість настання кінця світу, поки не «взято від середовища того, що утримує тепер» ([[|2Фес]] 2:7) («τὸ γὰρ μυστήριον ἤδη ἐνεργεῖται τῆς ἀνομίας, μόνον ὁ κατέχων ἄρτι ἕως ἐκ μέσου γένηται·»).
У православній традиції тлумачення вищенаведеного вірша мало різні варіанти. Ієрей Данило Сисоєв наводив три основні варіанти :
- Перше тлумачення, що належить Іоанну Златоусту і поділяється Феофілактом Болгарським: Утримуючий — Римська імперія, що перешкоджає розгулу зла та анархії силою державного закону.
- Друге тлумачення, також відоме Іоанну Златоусту, і прийняте Феодорітом Кірським і патріархом Фотієм: Утримуючий — благодать Святого Духа, яка буде відібрана у людей за загальне озлоблення і збіднення любові.
- Третє тлумачення, що належить преподобному Єфрему Сиріну та Іоанну Дамаскіну, пов'язує ці слова з Божим визначенням про проповідь Євангелія по всьому світу, необхідне попереднього кінця світу.

## Російська політична філософія
Концепція Утримуючого початку активно розвивалася в російському православному богослов'ї та історіософії в російській еміграції XX століття, в монархічних колах Російської зарубіжної церкви, і стосувалася переважно до російської монархії, що впала в березні 1917 року. Остання обставина інтерпретувалася як вказівка, що світ знаходиться напередодні воцаріння Антихриста.
Катехонічна концепція займає значне місце в історіософській книзі «Самодержавіє духу», що вперше вийшла в 1994 році в Росії за підписом митрополита Санкт-Петербурзького і Ладозького Іоанна (Сничова). Утримуючим названий російський православний цар або Російська держава.
Ієрей Данило Сисоєв, який виступав з активною критикою поглядів на православного царя як на Утримувача, визнавав, що серед православних монархістів «твердження це вважається чи не самоочевидною аксіомою».
Про катехон в 1997 році говорив правий філософ Олександр Дугін, розуміючи під ним Росію як Третій Рим, Святу Русь та «геополітичний ковчег».